# 琐罗亚斯德
瑣羅亞斯德（希臘語：Ζωροάστρης；生存年代争议较大，一说约前628年—约前551年)，原名查拉圖斯特拉（意为“拥有骆驼者”），古波斯先知，瑣羅亞斯德教（又称祆教、拜火教）创始人。琐罗亚斯德宣称阿胡拉·马兹达是创造一切的神，因此他后来成为琐罗亚斯德教的最高神。該教延續了二千五百年，至今仍有信徒。他還是瑣羅亞斯德教經典《阿维斯塔》（即“波斯古经”）中《迦泰》的作者。另传其生卒更早。该教古经中自称“阿胡拉教”、“马兹达教”，因其信奉至高善神阿胡拉·马兹达故。

## 生平
他出身于米底王国（今伊朗北方）的一个贵族骑士家庭，母親是處女，父不詳。
20岁时弃家隐居，30岁时自称受到神的启示，改革传统的多神教，创立琐罗亚斯德教（一神論模式），但受到传统的祭司迫害，直到42岁时，他娶了阿契美尼德帝國宰相的女儿为妻後，被引见給维斯塔巴国王，這國王成了他的朋友及保護人，琐罗亚斯德教才在波斯迅速传播。
琐罗亚斯德大概活了77岁，在圖蘭與波斯帝國戰爭中，他在神庙被杀身亡。

## 影響
德國哲學家尼采著作《查拉圖斯特拉如是說》取名不用希腊译名琐罗亚斯德而用其波斯原名，颇有深意。

## 外部連結
- Zoroastrianism and Hinduism （页面存档备份，存于） By Himanshu Bhatt
- Zoroaster （页面存档备份，存于） at Encyclopædia Iranica
- Zoroaster （页面存档备份，存于） at Encyclopædia Britannica
- 互联网档案馆中琐罗亚斯德的作品或与之相关的作品
- 來自琐罗亚斯德的LibriVox公共領域有聲讀物